# Pavel Brežnik
Pavel Brežnik, slovenski pisatelj, prevajalec in publicist, * 1. februar 1892, Ljubljana, † 26. maj 1972, Beograd.

## Življenje in delo
Na Dunaju in v Parizu je študiral romanistiko in germanistiko. Na Dunaju je tudi doktoriral. Nato je kot srednješolski profesor deloval v različnih mestih, mdr. v Beogradu, kjer je bil tudi domači učitelj kralja Petra Kadađorđevića.
Spada med začetnike slovenske znanstvene fantastike.